# Oliva dactyliola
Oliva dactyliola is een slakkensoort uit de familie van de Olividae. De wetenschappelijke naam van de soort is voor het eerst geldig gepubliceerd in 1835 door Duclos.